# Apia International Sydney 2014
Apia International Sydney 2014 byl společný tenisový turnaj mužského okruhu ATP World Tour a ženského okruhu WTA Tour, hraný v areálu NSW Tennis Centre na otevřených dvorcích s tvrdým povrchem Plexicushion. Probíhal ve druhém týdnu sezóny mezi 5. až 11. lednem 2014 v metropoli Nového Jižního Walesu, Sydney, jako 122. ročník turnaje.
Mužská polovina se řadila do kategorie ATP World Tour 250 a její dotace činí 511 825 amerických dolarů. Ženská část s rozpočtem 710 000 dolarů byla součástí kategorie WTA Premier Tournaments. Turnaj představoval událost Australian Open Series s vrcholem – úvodním grandslamem roku, Australian Open.
Nejvýše nasazená hráčka ženské dvouhry a obhájkyně titulu Agnieszka Radwańská z Polska vypadla po volném losu ve druhém kole. Mužskou turnajovou jedničkou se stal pátý hráč světové klasifikace Juan Martín del Potro z Argentiny, následován Polákem Jerzym Janowiczem. Argentinec turnaj vyhrál po finálovém vítězství nad obhájcem titulu Bernardem Tomicem.

## Rozdělení bodů a finančních odměn

### Rozdělení bodů
| Soutěž       | Vítězové | F   | SF  | ČF  | 16 v kole | 32 v kole | Q  | Q3 | Q2 | Q1 |
| ------------ | -------- | --- | --- | --- | --------- | --------- | -- | -- | -- | -- |
| dvouhra mužů | 250      | 150 | 90  | 45  | 20        | 0         | 12 | 6  | 0  | 0  |
| čtyřhra mužů | 250      | 150 | 90  | 45  | 0         |           |    |    |    |    |
| dvouhra žen  | 470      | 320 | 200 | 120 | 60        | 1         | 20 | 12 | 8  | 1  |
| čtyřhra žen  | 470      | 320 | 200 | 120 | 1         |           |    |    |    |    |

### Finanční odměny
| Soutěž            | Vítězové | Finále  | Semifinále | Čtvrtfinále | 16 v kole | 32 v kole | Q3     | Q2     | Q1   |
| ----------------- | -------- | ------- | ---------- | ----------- | --------- | --------- | ------ | ------ | ---- |
| dvouhra mužů      | $78 800  | $41 540 | $22 500    | $12 810     | $7 550    | $4 470    | $720   | $345   |      |
| čtyřhra mužů*     | $23 950  | $12 590 | $6 820     | $3 900      | $2 290    |           |        |        |      |
| dvouhra žen       | $117 000 | $62 300 | $32 830    | $17 650     | $9 340    | $5 200    | $2 730 | $1 450 | $805 |
| čtyřhra žen*      | $36 500  | $19 490 | $10 650    | $5 425      | $2 940    |           |        |        |      |
| * – částka na pár |          |         |            |             |           |           |        |        |      |

## Dvouhra mužů

### Nasazení
| Stát       | Hráč                  | ATP1 | Nasazení |
| ---------- | --------------------- | ---- | -------- |
| Argentina  | Juan Martín del Potro | 5.   | 1.       |
| Polsko     | Jerzy Janowicz        | 21.  | 2.       |
| Itálie     | Andreas Seppi         | 25.  | 3.       |
| Rusko      | Dmitrij Tursunov      | 29.  | 4.       |
| Kanada     | Vasek Pospisil        | 32.  | 5.       |
| Francie    | Julien Benneteau      | 35.  | 6.       |
| Chorvatsko | Marin Čilić           | 37.  | 7.       |
| Španělsko  | Marcel Granollers     | 38.  | 8.       |

- 1 Žebříček ATP k 30. prosinci 2013.

### Jiné formy účasti
Následující hráčí obdrželi divokou kartu do hlavní soutěže:
- Marinko Matosevic
- Matthew Ebden
- Samuel Groth

Následující hráči postoupili z kvalifikace:
- Jan-Lennard Struff
- Blaz Kavcic
- Ryan Harrison
- Serhij Stachovskyj

### Odhlášení
před zahájením turnaje
- Nicolás Almagro
- Fabio Fognini
- Vasek Pospisil

## Mužská čtyřhra

### Nasazení
| Stát          | Hráč                | Stát          | Hráč             | ATP1 | Nasazení |
| ------------- | ------------------- | ------------- | ---------------- | ---- | -------- |
| Spojené státy | Bob Bryan           | Spojené státy | Mike Bryan       | 1.   | 1.       |
| Indie         | Leander Paes        | Česko         | Radek Štěpánek   | 19.  | 2.       |
| Indie         | Rohan Bopanna       | Pákistán      | Ajsám Kúreší     | 28.  | 3.       |
| Polsko        | Mariusz Fyrstenberg | Polsko        | Marcin Matkowski | 38.  | 4.       |

- 1 Žebříček ATP k 30. prosinci 2013; číslo je součtem žebříčkového postavení obou členů páru.

### Jiné formy účasti
Následující páry obdržely divokou kartu do hlavní soutěže:
- James Duckworth /  Samuel Groth
- Matthew Ebden /  Chris Guccione

následující pár nastoupil do soutěže z pozice náhradníka:
- Michail Jelgin /  Denis Istomin

## Ženská dvouhra

### Nasazení
| Stát          | Hráčka              | WTA1 | Nasazení |
| ------------- | ------------------- | ---- | -------- |
| Polsko        | Agnieszka Radwańská | 5.   | 1.       |
| Česko         | Petra Kvitová       | 6.   | 2.       |
| Itálie        | Sara Erraniová      | 7.   | 3.       |
| Srbsko        | Jelena Jankovićová  | 8.   | 4.       |
| Německo       | Angelique Kerberová | 9.   | 5.       |
| Dánsko        | Caroline Wozniacká  | 10.  | 6.       |
| Rumunsko      | Simona Halepová     | 11.  | 7.       |
| Spojené státy | Sloane Stephensová  | 12.  | 8.       |

- 1 Žebříček WTA k 30. prosinci 2013.

### Jiné formy účasti
Následující hráčky obdržely divokou kartu do hlavní soutěže:
- Jarmila Gajdošová
- Ajla Tomljanovićová

Následující hráčky postoupily z kvalifikace:
- Lauren Davisová
- Victoria Duvalová
- Bethanie Matteková-Sandsová
- Christina McHaleová
- Paula Ormaecheaová
- Cvetana Pironkovová
  -  Julia Görgesová – jako šťastná poražená
  -  Varvara Lepčenková – jako šťastná poražená

### Odhlášení
před zahájením turnaje
- Jamie Hamptonová (poranění kyčle)
- Sloane Stephensová (poranění zápěstí)

### Skrečování
- Bethanie Matteková-Sandsová

## Ženská čtyřhra

### Nasazení
| Stát          | Hráčka                  | Stát          | Hráčka                | WTA1 | Nasazení |
| ------------- | ----------------------- | ------------- | --------------------- | ---- | -------- |
| Itálie        | Sara Erraniová          | Itálie        | Roberta Vinciová      | 2.   | 1.       |
| Česko         | Květa Peschkeová        | Slovinsko     | Katarina Srebotniková | 22.  | 2.       |
| Zimbabwe      | Cara Blacková           | Indie         | Sania Mirzaová        | 22.  | 3.       |
| Spojené státy | Raquel Kopsová-Jonesová | Spojené státy | Abigail Spearsová     | 46.  | 4.       |

- 1 Žebříček WTA k 30. prosinci 2013; číslo je součtem žebříčkového postavení obou členek páru.

### Jiné formy účasti
Následující páry obdržely divokou kartu:
- Simona Halepová /  Raluca Olaruová
- Jarmila Gajdošová /  Ajla Tomljanovićová

### Odlášení
v průběhu turnaje
- Ashleigh Bartyová

## Přehled finále

### Mužská dvouhra
- Juan Martín del Potro vs.  Bernard Tomic 6–3, 6–1

### Ženská dvouhra
- Cvetana Pironkovová vs.  Angelique Kerberová, 6–4, 6–4

### Mužská čtyřhra
- Daniel Nestor /  Nenad Zimonjić vs.  Rohan Bopanna /  Ajsám Kúreší 7–6(7–3), 7–6(7–3)

### Ženská čtyřhra
- Tímea Babosová /  Lucie Šafářová vs.  Sara Erraniová /  Roberta Vinciová, 7–5, 3–6, [10–7]